# 河村重治郎
河村 重治郎（かわむら じゅうじろう、1887年7月28日-1974年3月13日）は、英語学者、辞書編纂者。

## 人物・来歴
南秋田郡楢山牛島橋通町50（現秋田市楢山共和町）生まれ。1894年、築山小学校に入学。秋田中学校を中退し、検定試験で英語教員免許を取得。聖学院中学校、福井県立福井中学校(のち福井県立藤島高等学校)教諭をへて、1924年横浜高等商業学校教授。岡倉由三郎『新英和大辞典』の原稿を執筆。44年横浜高商を辞し、46年善隣外事専門学校教授。49年これを辞し、明治学院大学、東洋英和女学院短期大学などで講師を務める。
研究社『英和大辞典』の改訂、『クラウン』などの辞書の編纂に生涯を捧げた。墓所は多磨霊園。

## 著書
- 『正しい英語の勉強 中学初級生のために』文建書房 1947
- 『The new vista English readers. junior』1-3 三省堂出版 1950.3
- 『The new vista English readers. senior』1-3 三省堂出版 1950.3
- 『中学正しい英語の勉強 初級用・上級用』文建書房 1955-56

### 共編著
- 『研究社新英和大辞典』岩崎民平共編 研究社辞書部 1953
- 『新クラウン英和辞典』三省堂出版 1954
- 『中学英和新辞典』三省堂出版 1954
- 『新英文解釈練習』吉川美夫共著 三省堂 1958
- 『初級クラウン英和辞典』三省堂 1959.4
- 『カレッジクラウン英和辞典』大塚高信,吉川美夫共編 三省堂 1964
- 『新クラウン英文解釈』吉川美夫,吉川道夫共著 三省堂 1969.6
- 『初級クラウン和英辞典』三省堂 1969.11
- 『初級クラウン英和和英辞典』三省堂 1970.1
- 『学習クラウン英和辞典』三省堂 1974

## 参考
- 田島伸悟『英語名人河村重治郎』三省堂選書、1983